# Лехнівка (Хмельницький район)
Лехні́вка — село в Україні, у Розсошанській сільській громаді Хмельницького району Хмельницької області. Населення становить 316 осіб.

## Населення
Згідно з переписом УРСР 1989 року чисельність наявного населення села становила 387 осіб, з яких 169 чоловіків та 218 жінок.
За переписом населення України 2001 року в селі мешкало 318 осіб.

### Мова
Розподіл населення за рідною мовою за даними перепису 2001 року:
| Мова       | Відсоток |
| ---------- | -------- |
| українська | 98,73 %  |
| російська  | 1,27 %   |

## Галерея

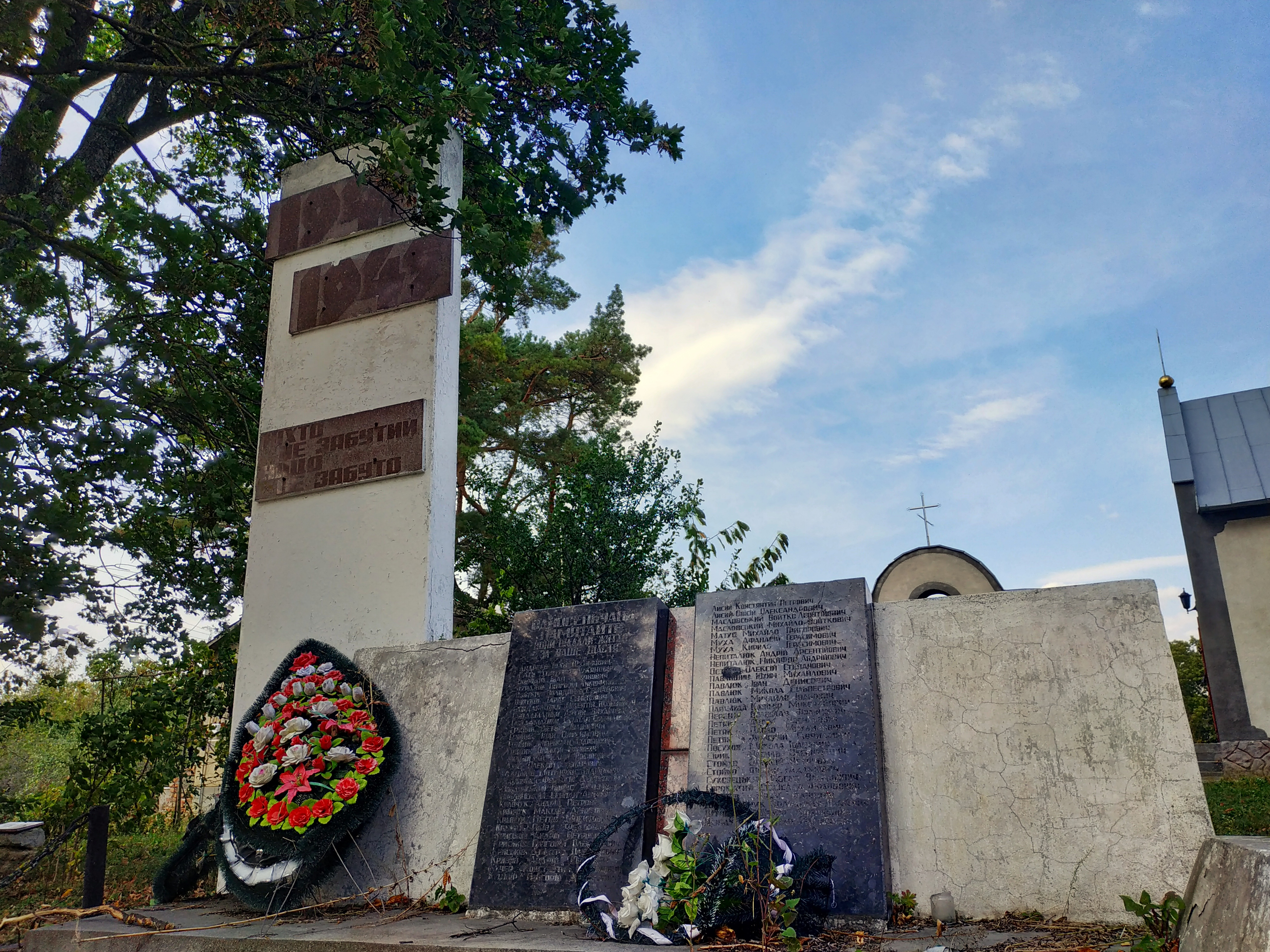
Пам’ятний знак на честь воїнів-односельчан
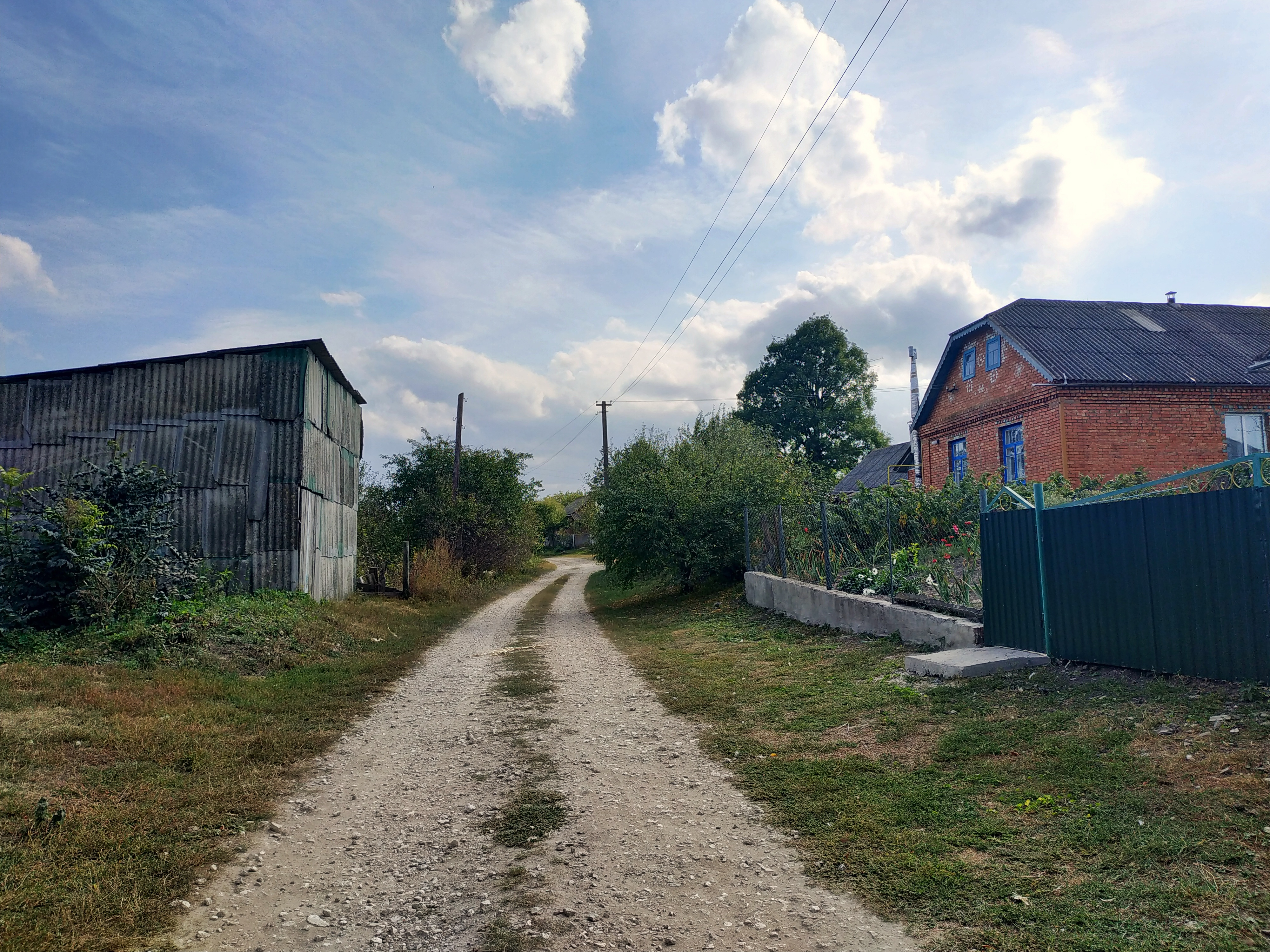
Сільська вулиця
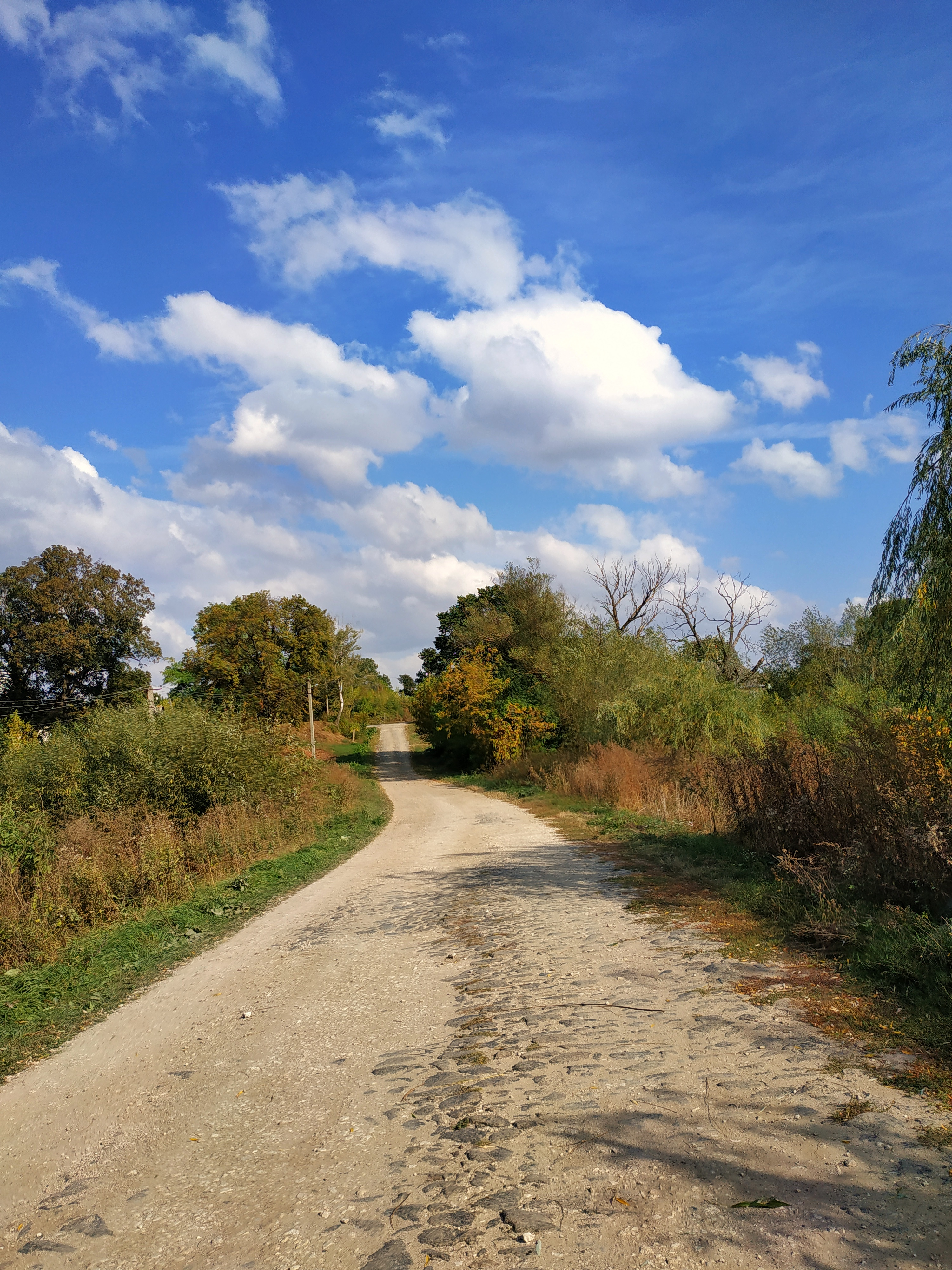
Вулиця в селі
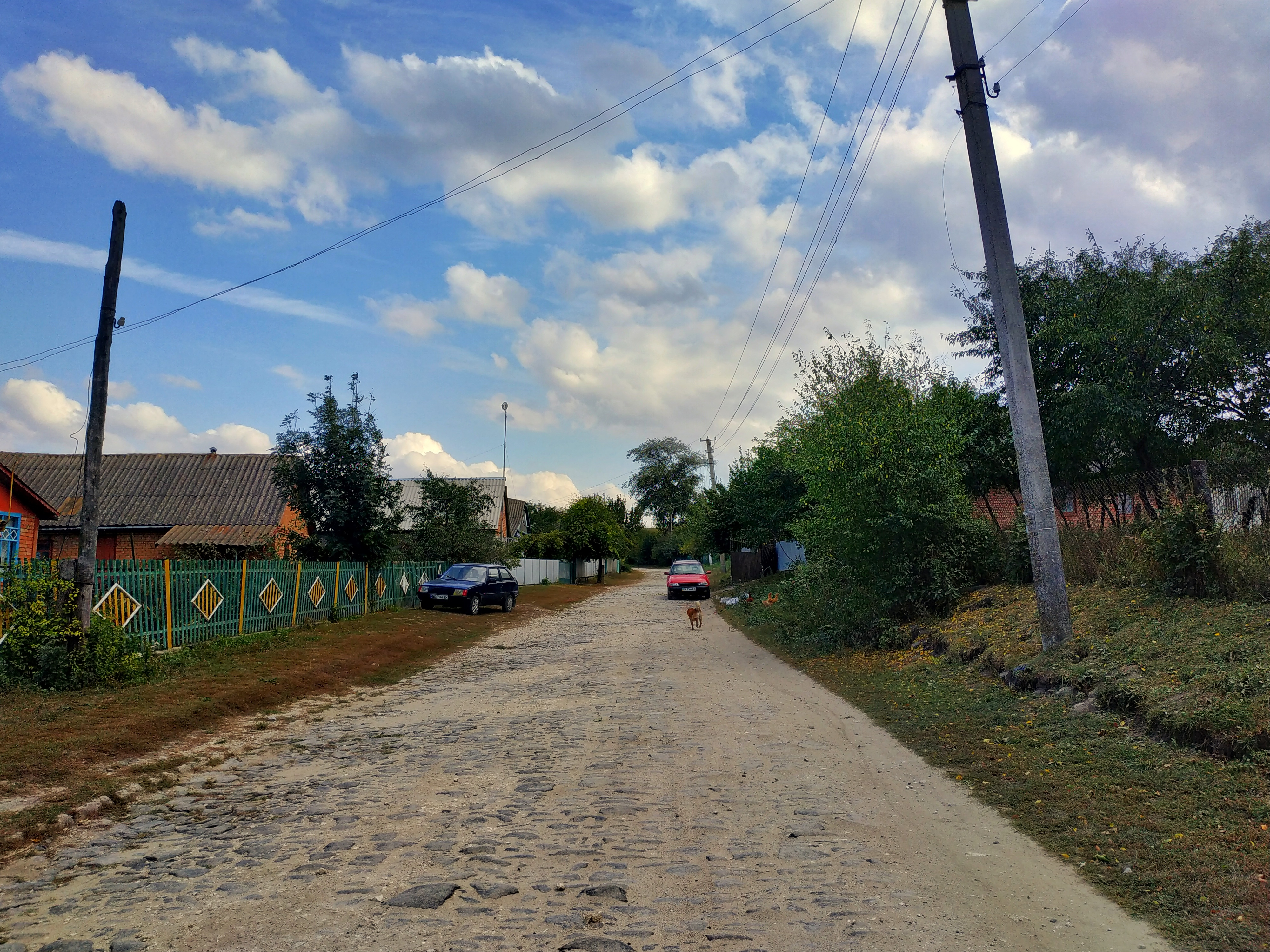
Центральна вулиця села
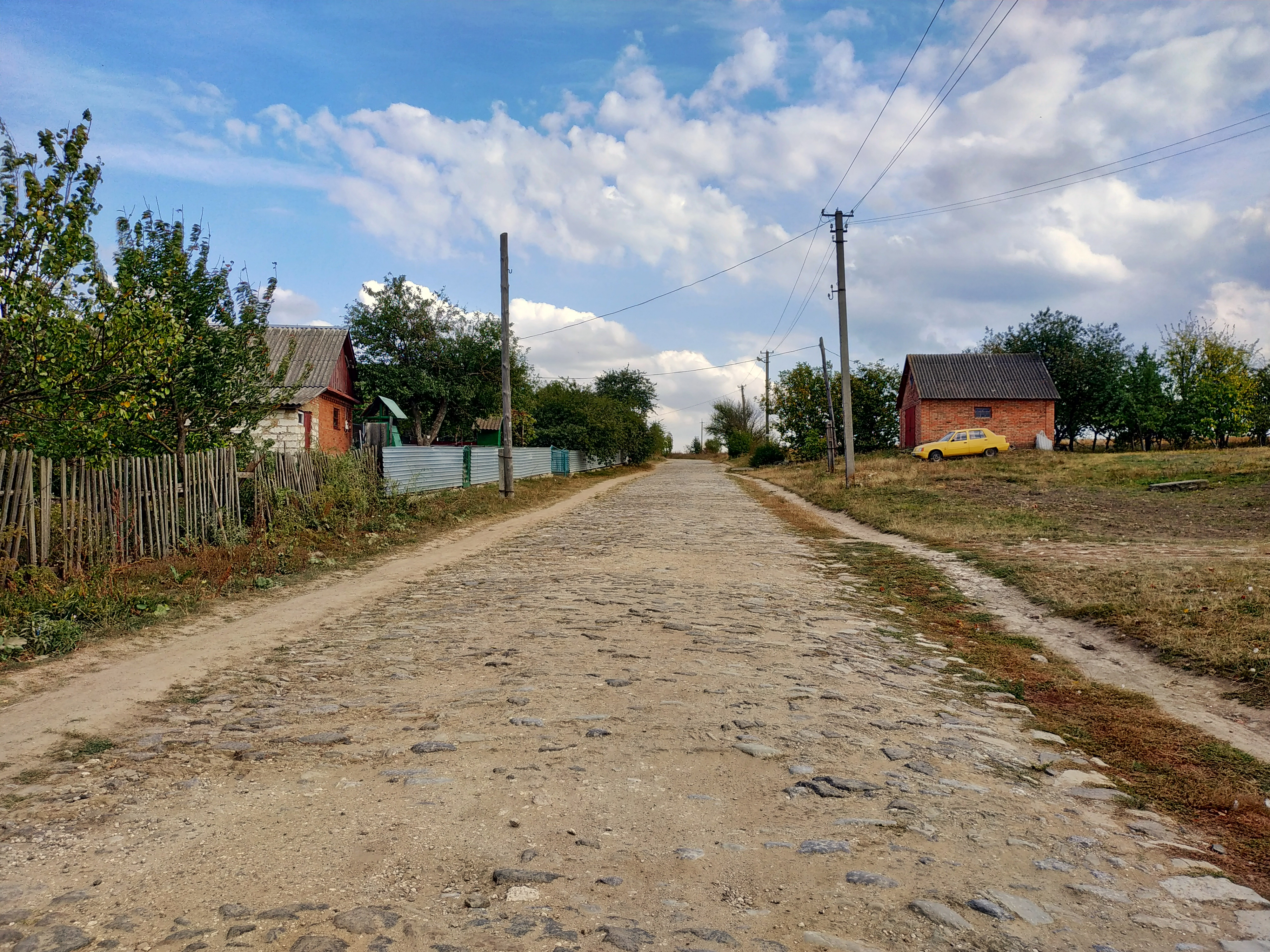
Головна вулиця Лехнівки
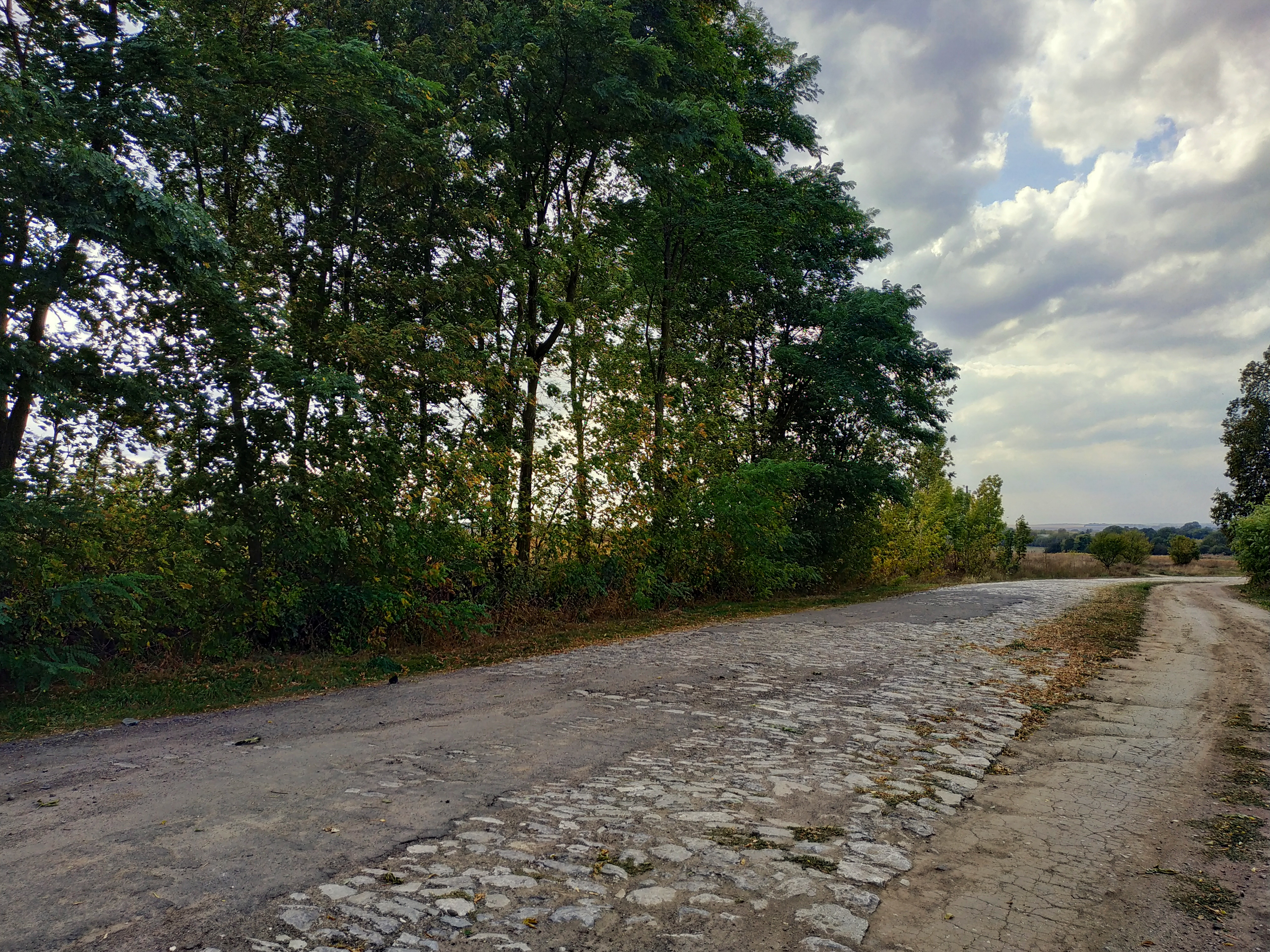
Бруківка